# Aracataca
Aracataca, també conegut col·loquialment com a Cataca, és un municipi del departament del Magdalena, a la Regió Carib de Colòmbia. Aracataca és un poble riberenc fundat el 24 de juny de 1885. La ciutat està situada a la vora del riu homònim, que flueix des de la serralada Sierra Nevada de Santa Marta fins al Pantà Gran de Santa Marta. Aracataca es troba a uns 80 km al sud de la capital del departament: Santa Marta. És el lloc de naixement de l'escriptor Gabriel García Márquez.
Aracataca tingué una població de 34.925 habitants segons el cens nacional de 2005, augurant una previsió de creixement que superaria els 40.000 habitants l'any 2017.
El 25 de juny de 2006, un referèndum per a reanomenar la ciutat com a «Aracataca-Macondo» fracassà per la baixa participació.